# Lilla Svartevattnet (Hjärtums socken, Bohuslän)
Lilla Svartevattnet är en sjö i Lilla Edets kommun i Bohuslän och ingår i Göta älvs huvudavrinningsområde.